# Южно киви
Южното киви (Apteryx australis) е вид птица от семейство Безкрили (Apterygidae). Видът е световно застрашен, със статут Уязвим.

## Разпространение
Разпространен е в Нова Зеландия.